# 軍防令
軍防令（ぐんぼうりょう）とは、中国・日本における令の篇目の1つ。唐の律令における軍防令に基づいて、日本の大宝令及び養老令に定められた。軍事制度に関する条文を収めている。

## 概要
中国では隋の開皇令が最初とされる。日本では大宝令がおそらく最初のものと思われるが、現存していない。養老令では第17篇目に全76条から構成されている。
諸国に置かれた軍団の編成・指揮、兵士の統率・管理、兵士の装備、自弁の制、衛士・防人の制、兵士差発手続き、大将の出征の手続き、征討使の編成、服務規程、勳功の制、地方からの兵衛・采女の差発、武器の管理、内舎人・大舎人・兵衛・使部・帳内・資人などの舎人の任用、事力の支給、辺境に置かれた城の管理、関の警備、（外敵に対する）烽の制などが規定されている。
「軍団大毅条」は、軍団の兵士統率の体制に関する規定であり、大毅は1000人、少毅は大毅の副官、校尉は200人。旅帥は100人。隊正は50人を領すると定められていた。「兵士簡点条」は兵士の徴発について規定しており、全員を本貫近くの軍団に配属させ、隔越（国外配属）を禁じており、同戸のうち正丁3人ごとに１人の兵士を出させるとしている。これには1戸から1人の兵士を出すという解釈と、戸自体を1人の兵士を出すように人為的に均等に構成したとする説もある。「兵士上番条」は、衛士・防人は軍団兵士より供給するものとし、京に向かうもの（衛士）は1年、防に向かうもの（防人）は3年とし、現地までの日程は年限のうちに数えないとしていた。律令の軍制は一般の百姓からの徴発兵による軍団を基礎とし、1戸単位で1人の兵士を出すことで、隊正の統括する50人は1里に相当するようになっており、軍団の官人は大毅以外はすべて現地採用で、在地社会に依拠したものであった。
唐招提寺から発見された「令私記断簡」の中の軍防令注釈書の断簡によると、養老軍防令と字句の異なる点があるという。